# 卡斯蒂利亞區
卡斯蒂利亞區（西班牙語：Distrito de Castilla），是秘魯的一個區，位於該國西北部皮烏拉大區的皮烏拉省，始建於1861年3月30日，面積662.23平方公里，海拔高度30米，2005年人口120,766，人口密度每平方公里180人。